# الغواصة الألمانية يو-620
غواصة يو-620 غواصة يو بوت ألمانية من غواصة الفئة السابعة سي بنيت لسلاح بحرية ألمانيا النازية كريغسمارينه، في أحواض بلوم+فوس خلال الحرب العالمية الثانية.وضعت على سكة الانطلاق في 19 يونيو 1941 من قبل شركة بلوم آند فوس في هامبورغ تحت رقم الحوض 596، وأنزلت في 9 مارس 1942 ودخلت الخدمة في 30 أبريل 1942 تحت قيادة الملازم أول بحري(Oberleutnant zur See) هاينز شتاين.غواصة يو-620 هي غواصة ألمانية من نوع "يو-بوت" التي خدمت في البحرية الألمانية خلال الحرب العالمية الثانية. إليك بعض المعلومات حولها:النوع: غواصة يو-بوت (U-boat) من الفئة VII-C، وهي واحدة من الفئات الأكثر شيوعًا في البحرية الألمانية خلال الحرب.التشغيل: تم بناء غواصة يو-620 في حوض بناء السفن "كلاين فيس" في كيل، وتم تشغيلها في عام 1942.الطاقم: كانت الغواصة تستوعب طاقمًا مكونًا من حوالي 44 إلى 52 فردًا.المهام: شاركت غواصة يو-620 في العديد من العمليات الحربية، بما في ذلك هجمات على القوافل البحرية والتجسس تحت الماء.المصير: تم تدمير غواصة يو-620 في 16 نوفمبر 1943 نتيجة لهجوم من طائرات سلاح الجو الملكي البريطاني، وتم العثور على حطامها في مياه المحيط الأطلسي.غواصات يو-بوت الألمانية كانت تعتبر تهديدًا كبيرًا للأسطول التجاري والحربي للحلفاء، وكانت جزءًا أساسيًا من استراتيجية الحرب البحرية لألمانيا خلال الحرب العالمية الثانية.

## التصميم
غواصات U-620 الألمانية من النوع VIIC سبقتها غواصات VIIB الأقصر. كان وزن U-620 عند السطح 769 طنًا (757 طنًا طويلًا) و871 طنًا (857 طنًا طويلًا) أثناء الغوص. كان طولها الإجمالي 67.10 مترًا (220 قدمًا و2 بوصة)، وطول بدن الضغط 50.50 مترًا (165 قدمًا و8 بوصة)، وعرضها 6.20 مترًا (20 قدمًا و4 بوصة)، وارتفاعها 9.60 مترًا (31 قدمًا و6 بوصة)، وغاطسها 4.74 مترًا (15 قدمًا و7 بوصة). كانت الغواصة مدفوعة بمحركي ديزل جرمانياويرفت F46 رباعي الأشواط، بست أسطوانات، بشاحن توربيني، مما يولد ما مجموعه 2800 إلى 3200 حصان متري (2060 إلى 2350 كيلو وات؛ 2760 إلى 3160 حصان بخاري) للاستخدام أثناء السطح، ومحركان كهربائيان براون، بوفيري وساي GG UB 720/8 ثنائي الفعل ينتج ما مجموعه 750 حصانًا متريًا (550 كيلو وات؛ 740 حصانًا بخاريًا) للاستخدام أثناء الغوص. كان لديها عمودان دفع ومروحتان بطول 1.23 متر (4 أقدام). وكانت الغواصة قادرة على العمل على أعماق تصل إلى 230 مترًا (750 قدمًا).
كانت أقصى سرعة للغواصة على السطح 17.7 عقدة (32.8 كيلومترًا في الساعة؛ 20.4 ميلًا في الساعة) وأقصى سرعة لها تحت الماء 7.6 عقدة (14.1 كيلومترًا في الساعة؛ 8.7 ميلًا في الساعة). عند الغمر، يمكن لها العمل لمسافة 80 ميلًا بحريًا (150 كم؛ 92 ميلًا) عند 4 عقدة (7.4 كم / ساعة؛ 4.6 ميلًا في الساعة) ؛ عند الطفو، يمكن أن تقطع مسافة 8500 ميل بحري (15700 كم؛ 9800 ميل) عند 10 عقدة (19 كم / ساعة؛ 12 ميلًا في الساعة). تم تجهيز U-620 بخمس أنابيب طوربيد مقاس 53.3 سم (21 بوصة) (أربعة مثبتة في القوس وواحد في المؤخرة)، وأربعة عشر طوربيدًا، ومدفع بحري واحد عيار 8.8 سم (3.46 بوصة) SK C/35، 220 طلقة، ومدفع مضاد للطائرات عيار 2 سم (0.79 بوصة) C/30. كان طاقمها يتراوح بين أربعة وأربعين وستين شخصًا.